# Памятник Владимиру Великому (Киев)
Памятник Владимиру Великому — старейший скульптурный памятник Киева, сооружённый в 1853 году. Один из неофициальных символов города. Высится на крутом берегу Днепра в парке Владимирская горка. Скульпторы и архитекторы: Пётр Клодт (статуя Владимира), Александр Тон (пьедестал) и Василий Демут-Малиновский (барельефы).

## Предыстория
До установки памятника территория была занята виноградниками Михайловского златоверхого монастыря. Однако многочисленные разливы Днепра вызвали сильные оседания почвы под виноградниками и спровоцировали серию оползней грунта на Владимирский спуск. Это вызвало негодование местных властей, так как в «одевание» Владимирского спуска в камень было вложены большие денежные средства. Поэтому склон было решено укрепить, основав там парк. Парк был назван «Владимирской горкой», так как по преданию именно здесь когда-то князь Владимир Святославич крестил киевлян.
Для предотвращения оползней, которые угрожали Александровскому спуску, в 1840 году были проведены работы по укреплению и благоустройству будущей Владимирской горки (получившей такое название позже — уже после открытия памятника, и в его честь — а ранее больше известной как Михайловская, или Александровская). Учитывая особую значимость местности, которая традиционно связывается c крещением Руси в 988 году, предусматривалось для его увековечивания построить часовню или беседку на только что обустроенной нижней террасе.

### Проектирование и строительство
В 1843 году ректор Императорской Академии художеств Василий Демут-Малиновский подал на высочайшее рассмотрение первый «проект на сооружение в городе Киеве на высшей крутости угла Александровской горы, над самым тем местом, где совершилось крещение русского народа — памятника Св. Равноапостольному Князю Владимиру».
Император Николай I одобрил инициативу. Между тем перспектива строительства памятника не устраивала киевского митрополита Филарета (Амфитеатрова), полагавшего кощунственным ставить «фигуру идола» борцу с идолопоклонством. Митрополит настаивал на том, что более подходящим памятником князю станет собор в Киеве в его честь. В июле 1853 года император утвердил проект строительства Владимирского собора, что стало своеобразным компромиссом с церковными властями. Памятник был торжественно открыт 28 сентября (10 октября) 1853 года.
Над созданием памятника работали такие скульпторы и архитекторы, как Пётр Клодт (литьё статуи Владимира), Александр Тон (пьедестал) и Василий Демут-Малиновский (барельефы, фигура Владимира). Из Санкт-Петербурга в Москву статуя была перевезена на поезде. В сторону Киева в то время железной дороги ещё не было, поэтому дальше статуя транспортировалась конной тягой.

### До революции 1917 года
В конце XIX века Владимирская горка была превращена в парк в его современном виде. Сергей Ромишовский, руководитель Киевской городской садовой комиссии, писал, что это место, облюбованное киевлянами, обустроено по типу швейцарских гор с многочисленными шоссейными дорожками, кирпичными резервуарами и спусками, объединяющими между собой площадки и террасы.
Уже тогда городские власти стремились несколько «оживить» достаточно хмурый памятник. В частности, некоторое время поверхность постамента красили белой краской. Пытались оборудовать подсвечивание газовыми горелками.
В 1895 году на средства мецената и киевского предпринимателя Семёна Могилевцева было организовано электрическое подсвечивание креста. Михаил Булгаков в романе «Белая гвардия» писал:

Но лучше всего сверкал электрический белый крест в руках громаднейшего Владимира на Владимирской горке, и был он виден далеко, и часто летом, в черной мгле, в путаных заводях и изгибах старика-реки, из ивняка, лодки видели его и находили по его свету водяной путь в Город, к его пристаням. Зимой крест сиял в черной гуще небес и холодно и спокойно царил над темными пологими далями московского берега, от которого были перекинуты два громадных моста. Один цепной, тяжкий, Николаевский, ведущий в слободку на том берегу, другой — высоченный, стреловидный, по которому прибегали поезда оттуда, где очень, очень далеко сидела, раскинув свою пеструю шапку, таинственная Москва.

### Советское и постсоветское время
Памятник князю Владимиру — один из немногих в Киеве, который уцелел после 1917 года. Большевики пытались убрать с памятника всю религиозную атрибутику. К 100-летнему юбилею проведена капитальная реставрация (1953—1954). После реставрации памятник существенно не изменялся. Он стал своеобразной визитной карточкой Киева, а в 1988 году даже попал на советскую юбилейную монету по случаю 1000-летия Крещения Руси.
В постсоветское время была восстановлена подсветка креста (существовавшая ещё до революции). Памятник был изображён на купюрах достоинством 10 000, 20 000, 50 000, 100 000, 500 000 купоно-карбованцев. Капитально отреставрирован в 2002—2003 годах.

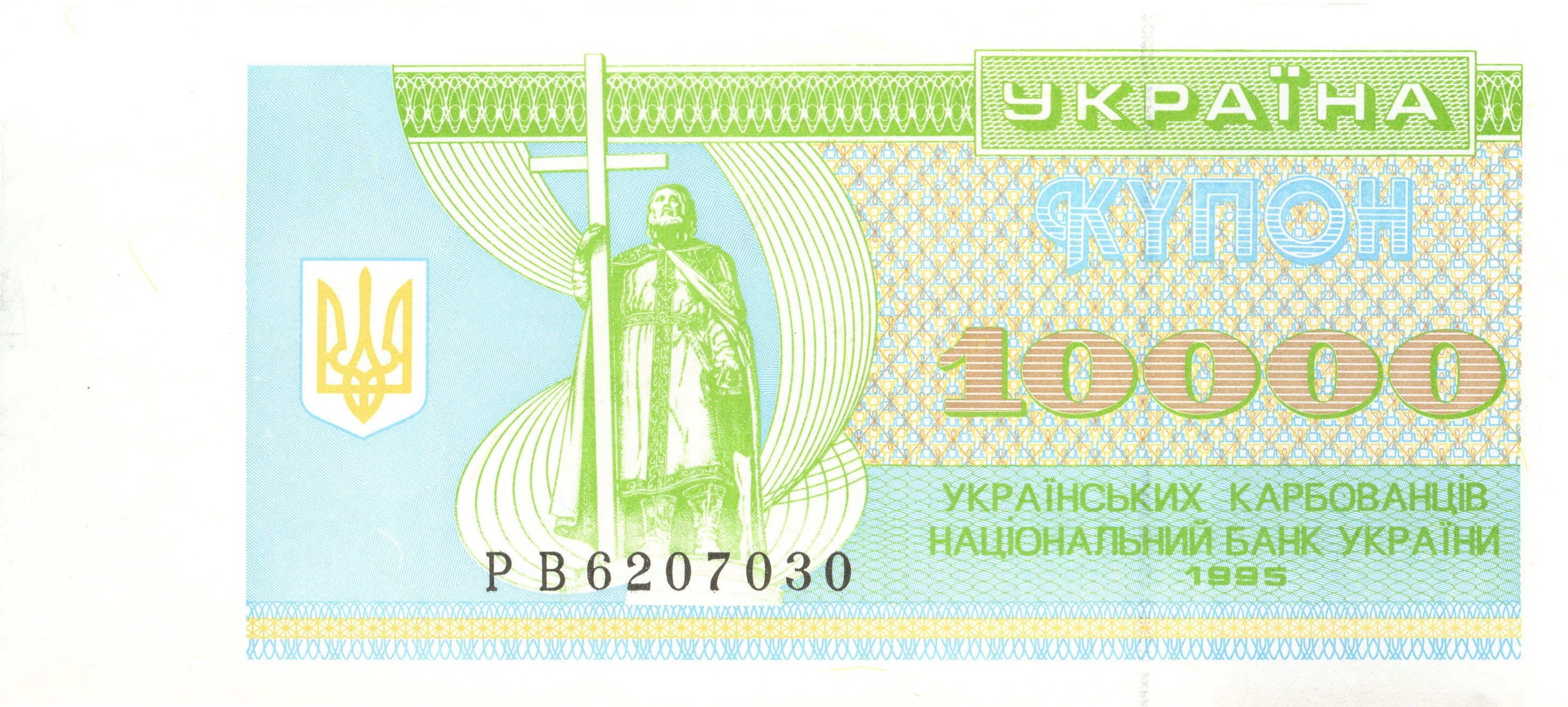
10 тыс. купонов 1995 года
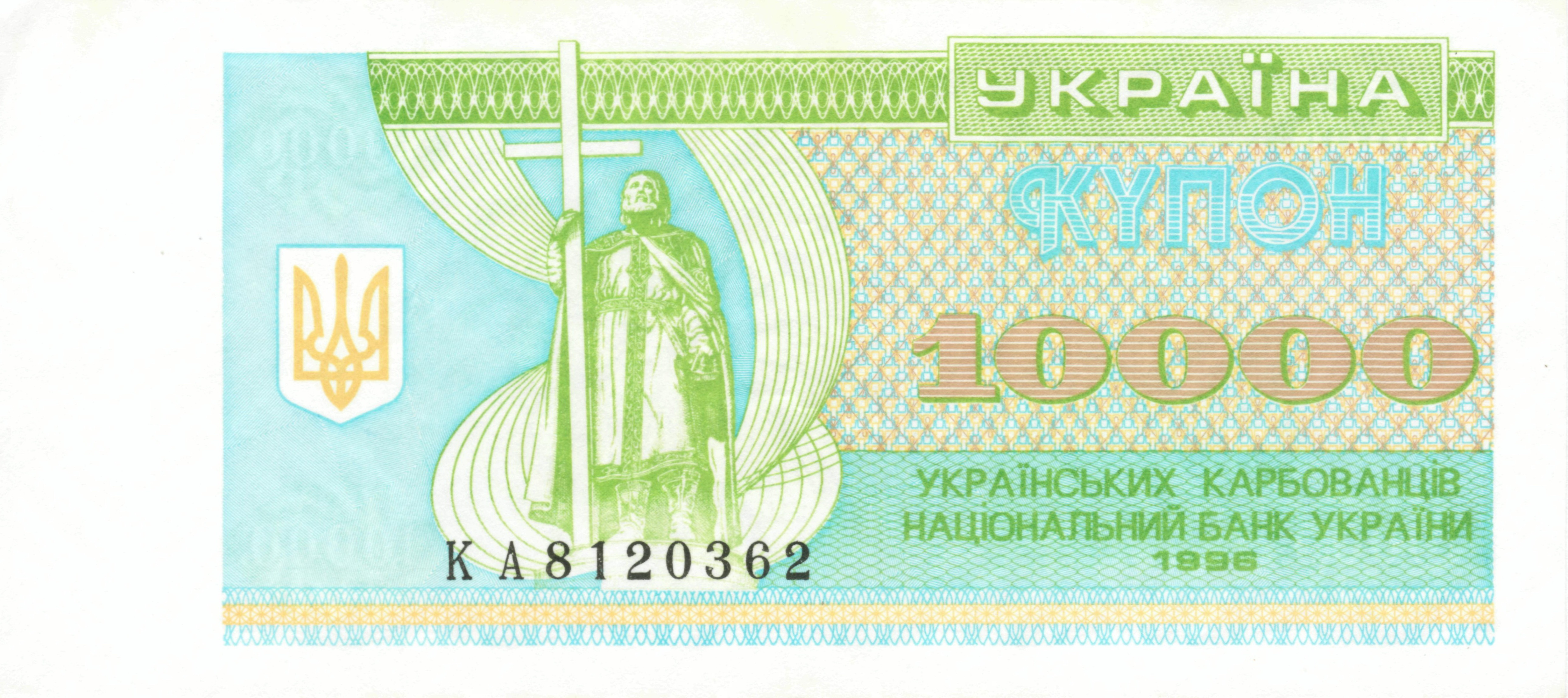
10 тыс. купонов 1993 года
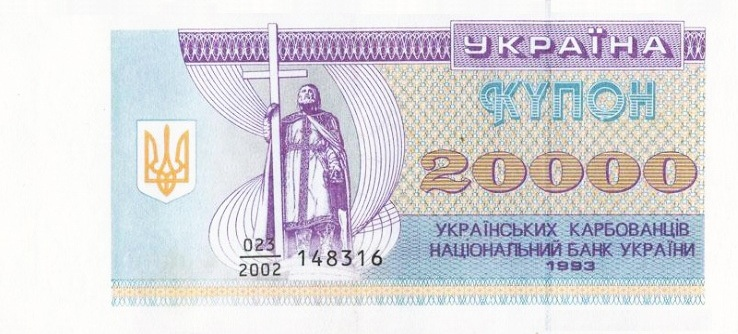
20 тыс. купонов 1993 года
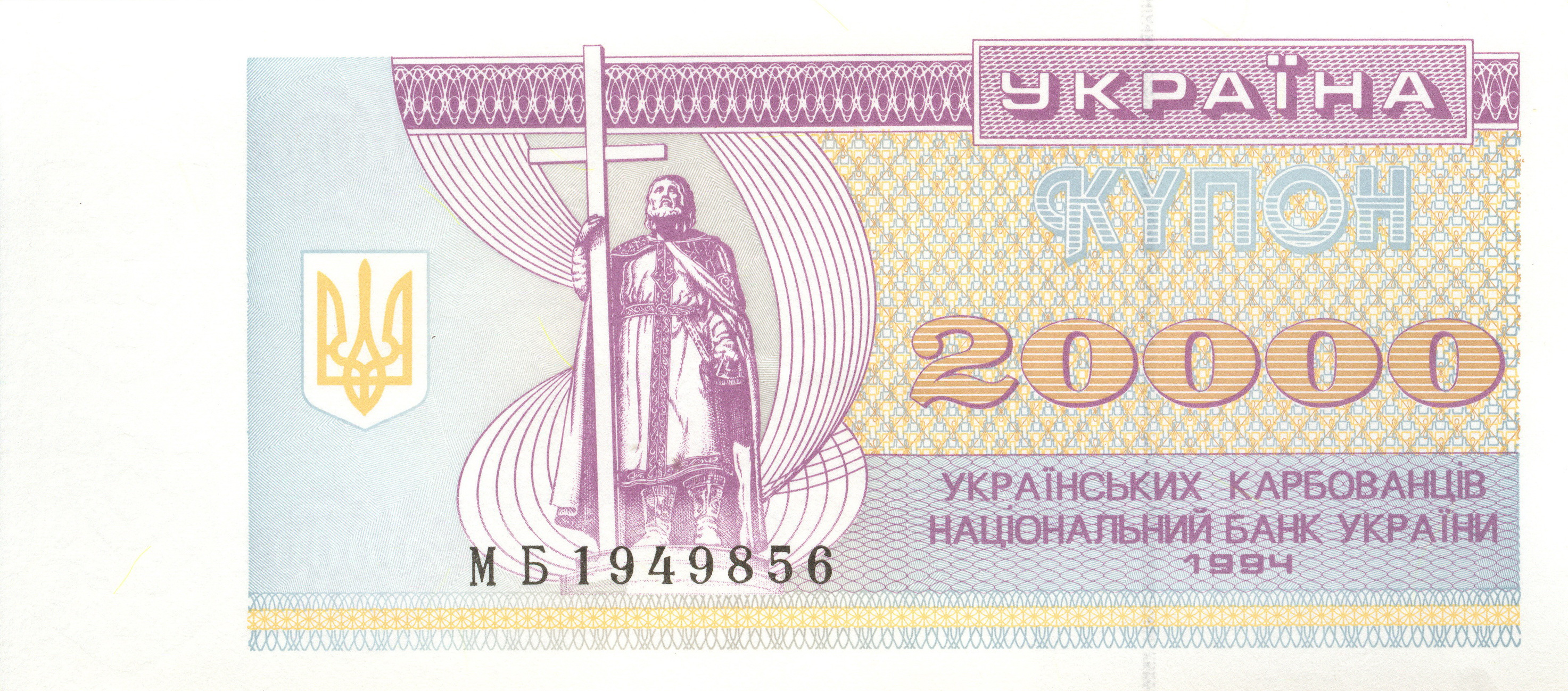
20 тыс. купонов 1994 года
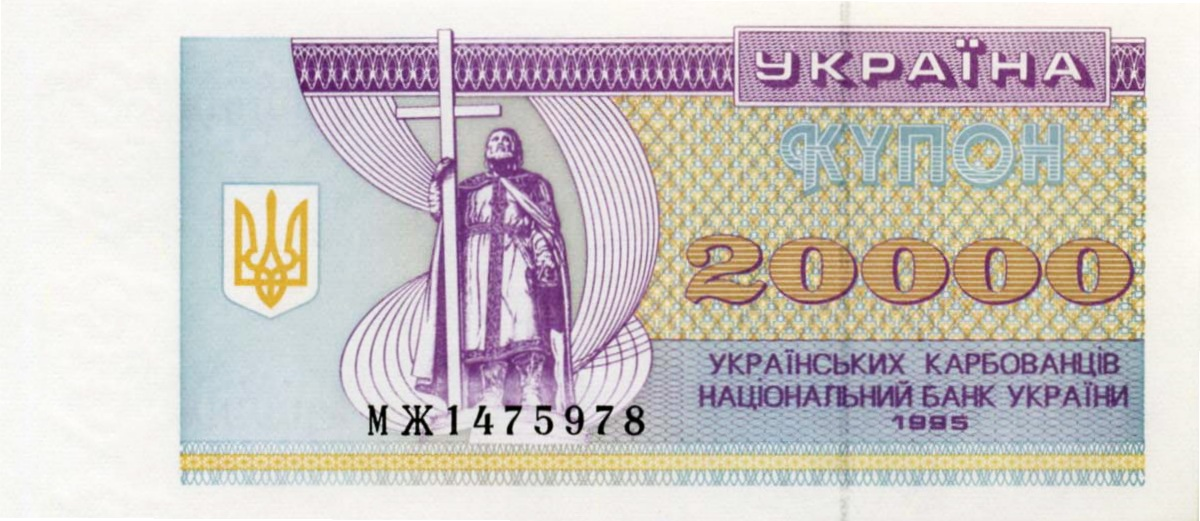
20 тыс. купонов 1995 года
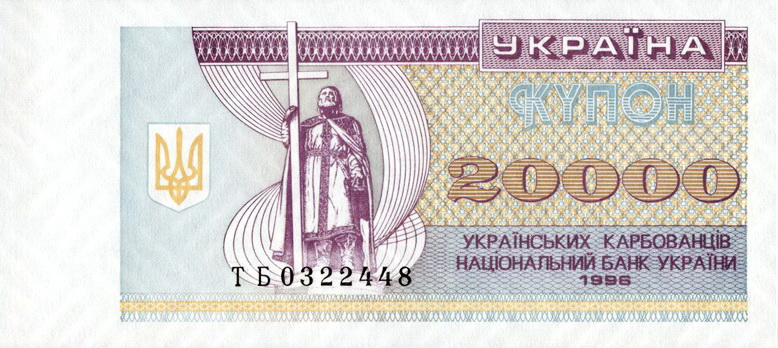
20 тыс. купонов 1996 года
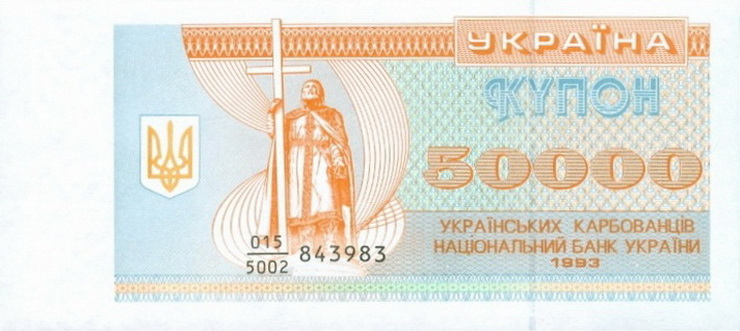
50 тыс. купонов 1993 года
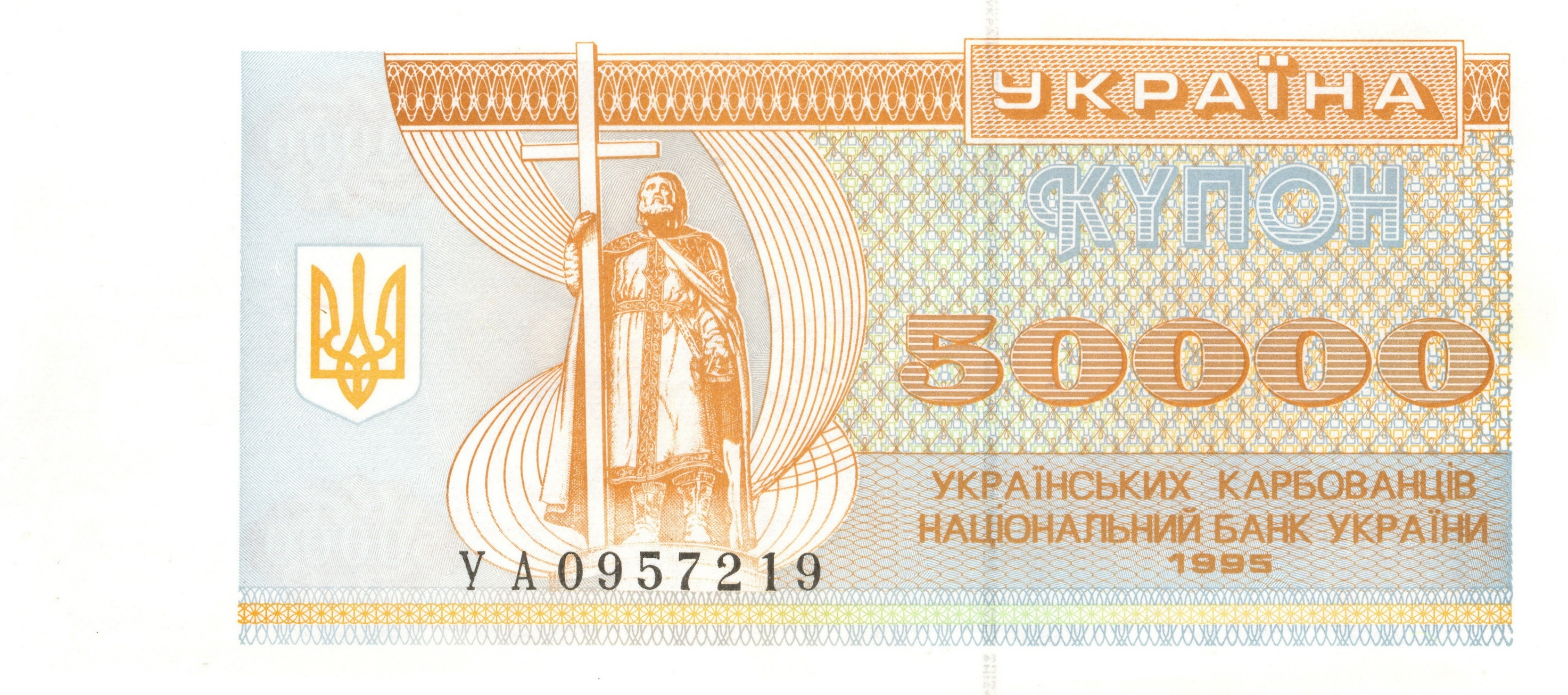
50 тыс. купонов 1995 года
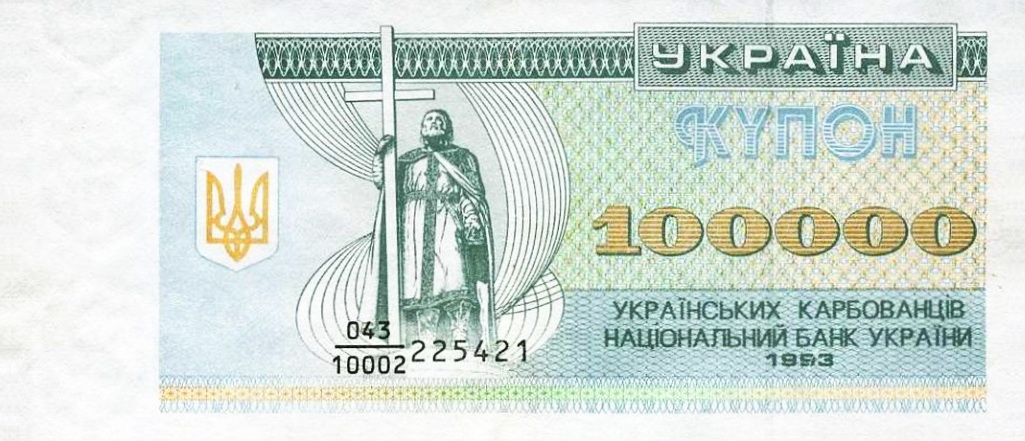
100 тыс. купонов 1993 года
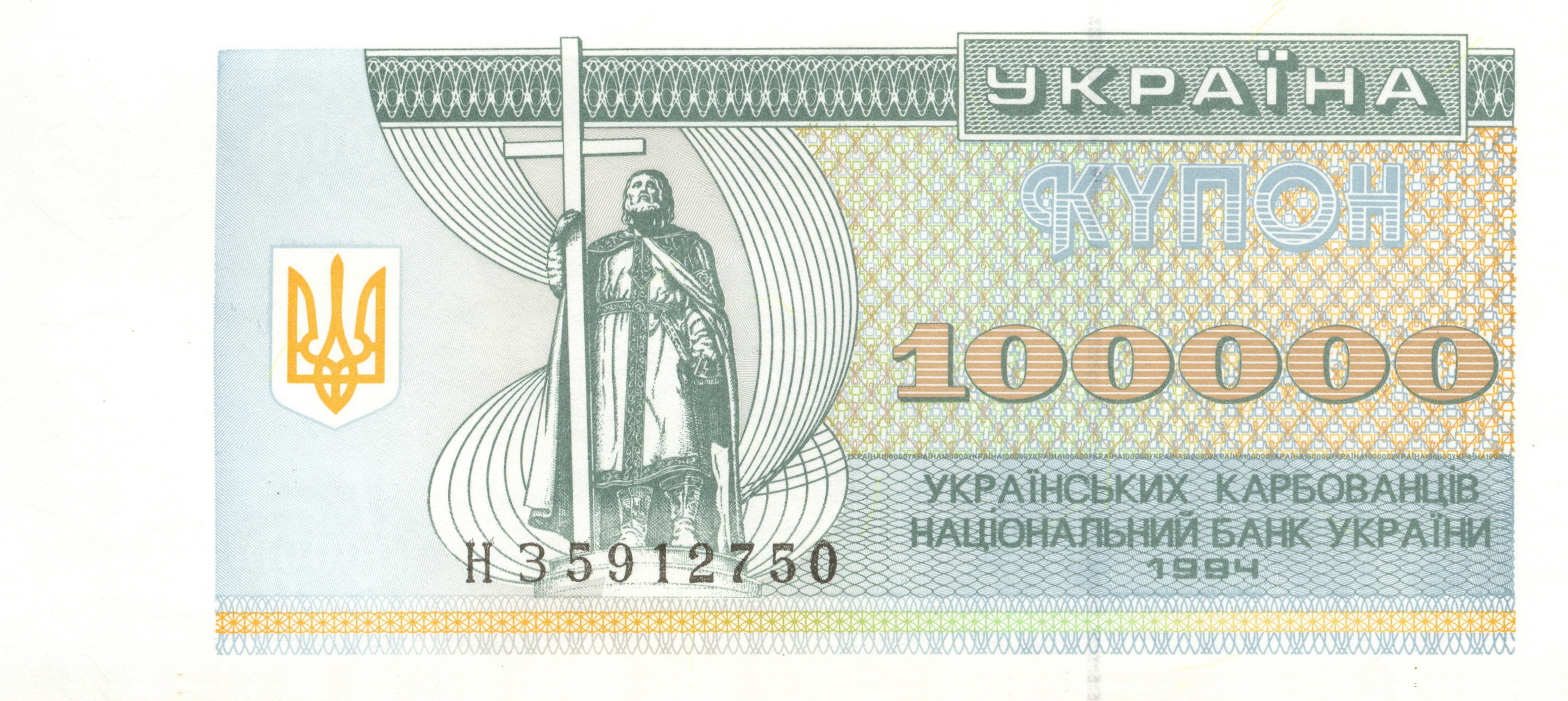
100 тыс. купонов 1994 года
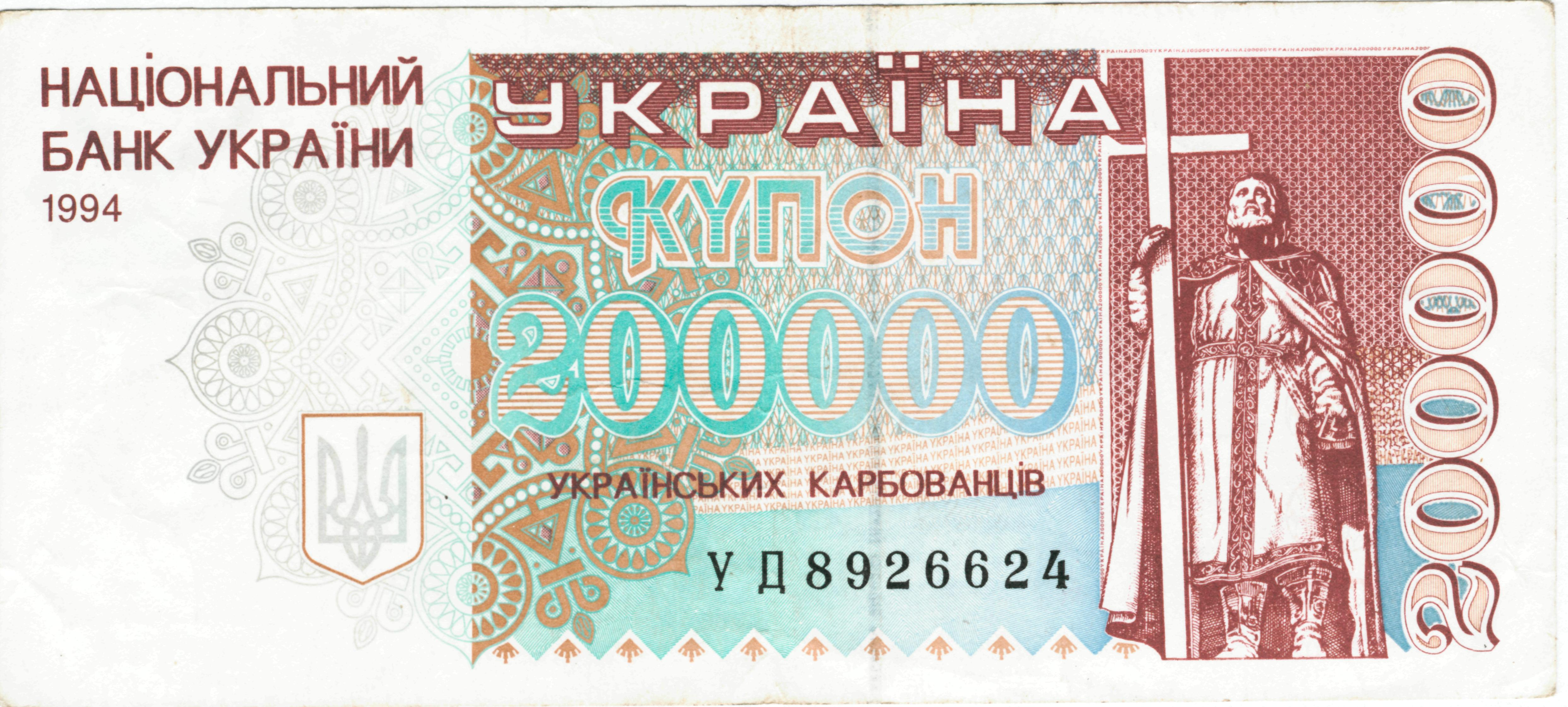
200 тыс. купонов
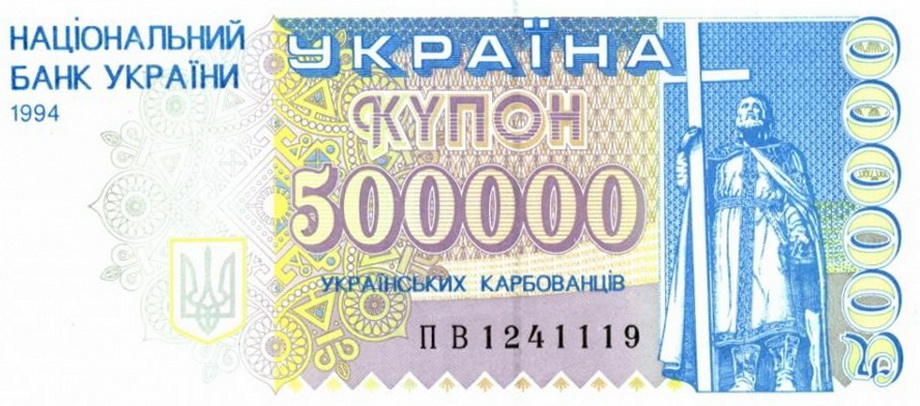
500 тыс. купонов

В марте 2009 года в Киеве начали распространяться слухи об угрожающем состоянии памятника — возможности его обрушения из-за оползней. СМИ то указывали причинами чрезвычайной ситуации вырубку деревьев современными застройщиками, то указывали на аналогичные проблемы ещё в XIX веке.

## Скульптура и архитектура
Бронзовая 4,4-метровая статуя крестителя Руси, изображённого в плаще с большим крестом в правой руке и великокняжеской шапкой в левой руке возвышается на 16-метровом постаменте, имеющем абрис восьмигранной часовни в псевдовизантийском стиле на квадратном стилобате. Кирпичный постамент и стилобат облицованы чугунными плитами. Общая высота памятника — 20,4 м.
Скульптурное оформление постамента (горельеф «Крещение Руси», барельефы с гербом Киева и звездой ордена Святого Владимира) выполнил Василий Демут-Малиновский в 1843 году. После его смерти в 1846 году работу продолжил русский скульптор барон фон Клодт. Он создал статую Владимира. Существует распространённая версия, что архитектором постамента памятника якобы был ведущий зодчий того времени Константин Тон — автор проектов Большого Кремлёвского дворца и храма Христа Спасителя в Москве. Но на самом деле, на чертежах киевского монумента стоит чёткая подпись его старшего брата, профессора Академии художеств Александра Тона.
Скульптурные детали постамента отлиты на Дугнинском заводе вблизи Калуги, статуя — в Санкт-Петербурге, лично Петром Клодтом в его мастерской. Есть предположение, что сюжет горельефа с изображением крещения Руси восходит к картине XVIII века на тот же сюжет в Софийском соборе. Внутри барельефной звезды на памятнике из-за ошибки литейщиков есть перевёрнутые буквы СРКВ («святой равноапостольный князь Владимир»).

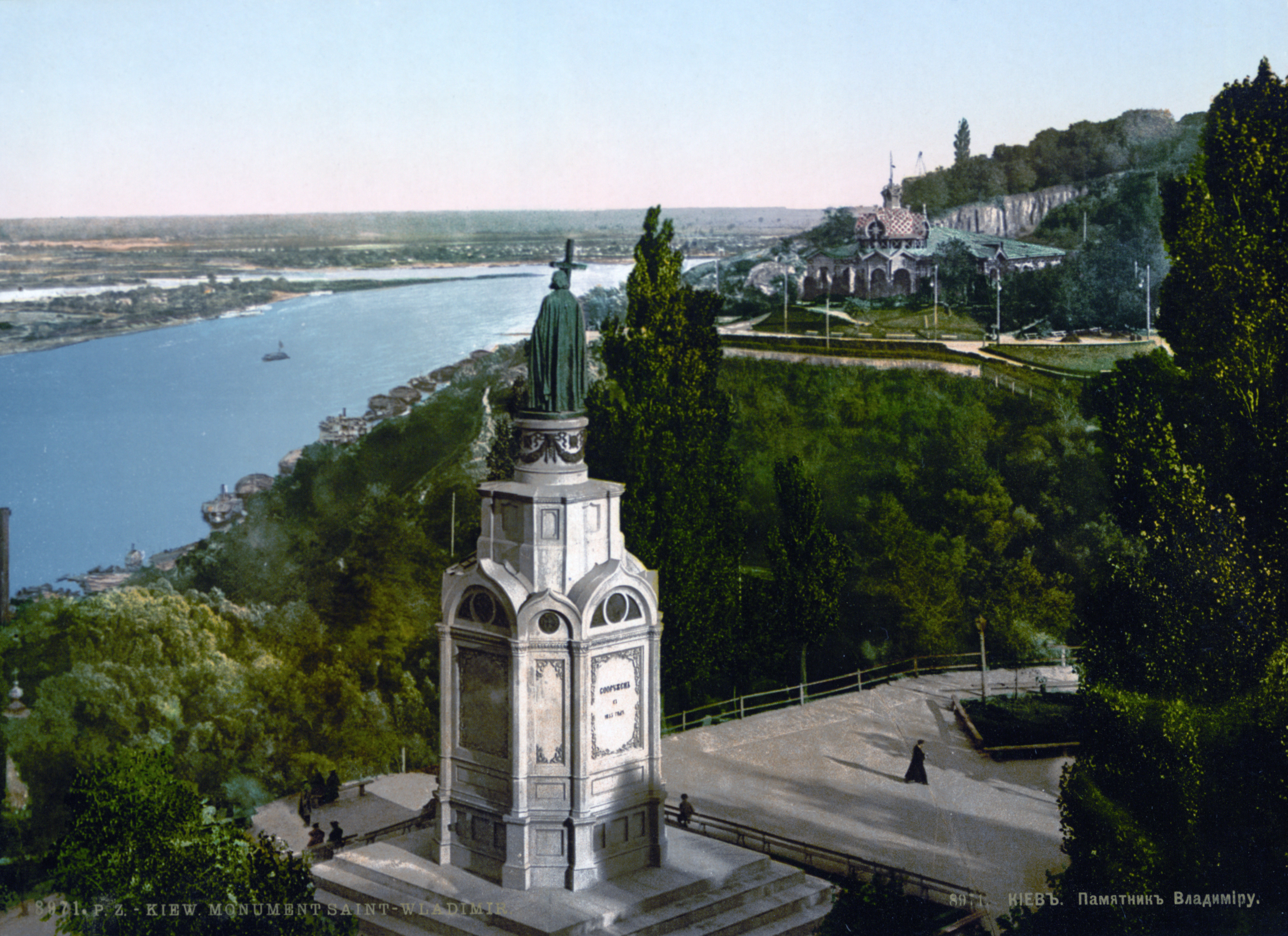
На открытке 1905 года
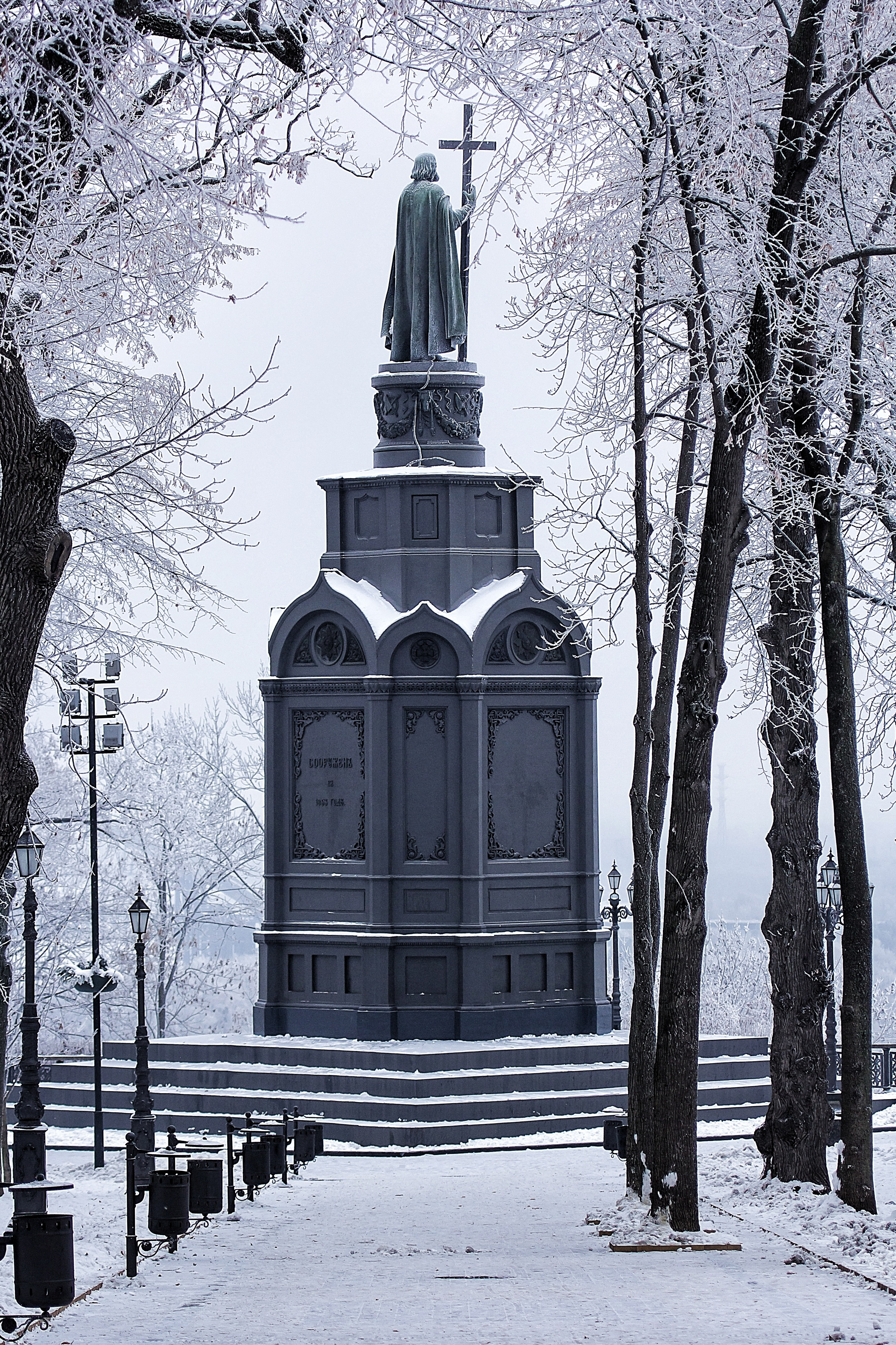
Общий вид памятника
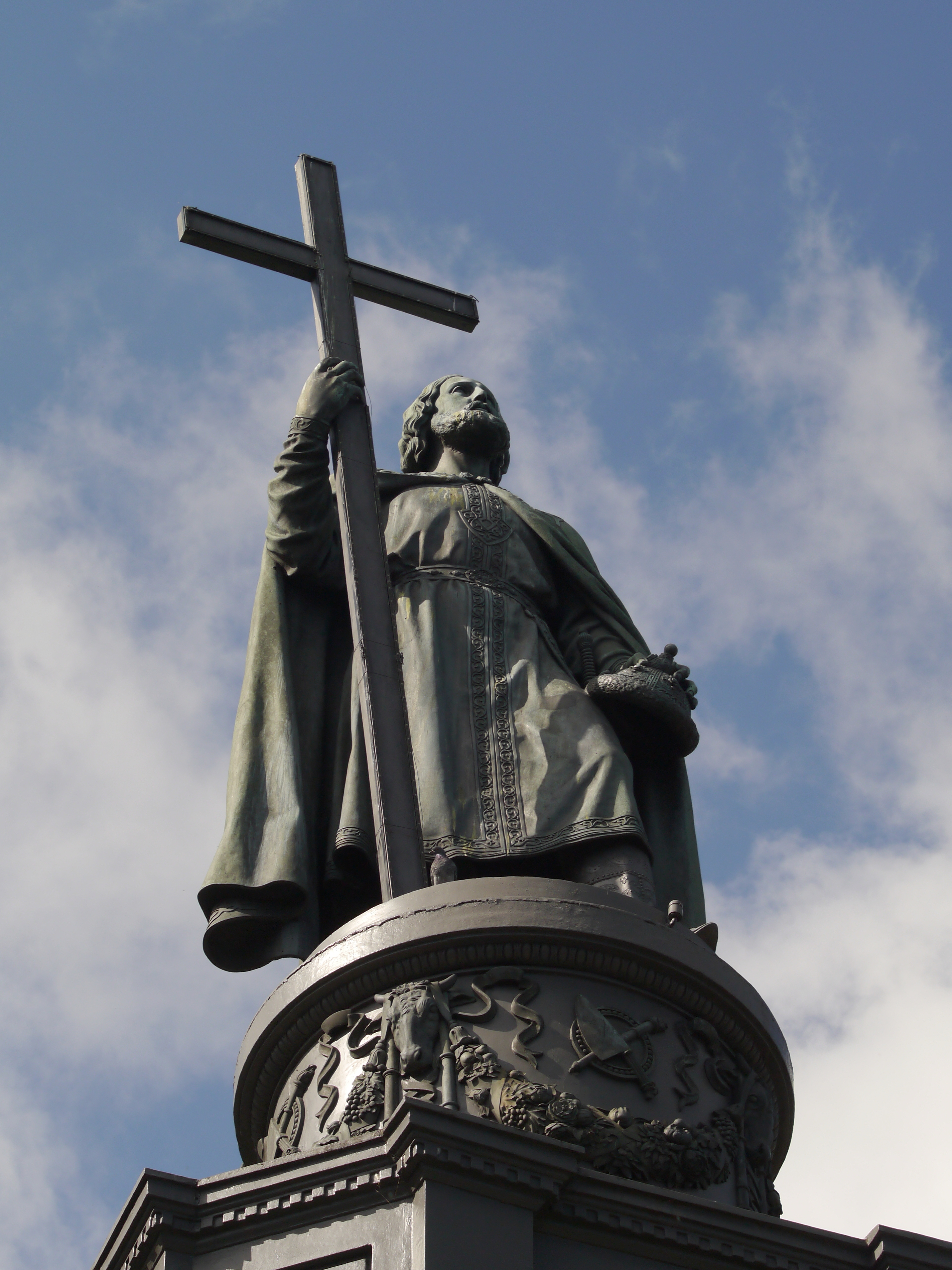
Композиция памятника
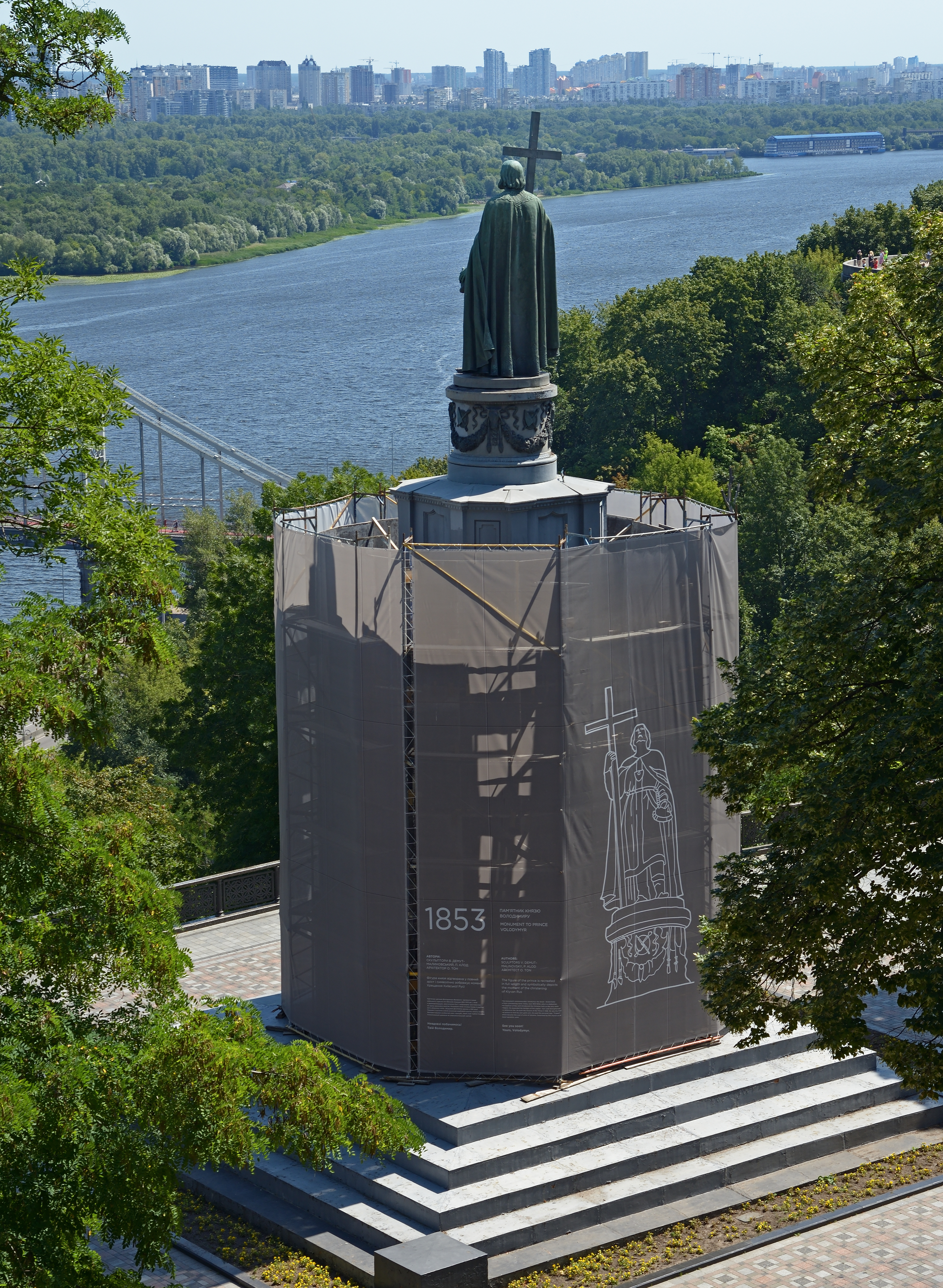
Памятник, укрытый от российских обстрелов, июль, 2022 года